# Deutsche Colonisations-Gesellschaft
Die Deutsche Colonisations-Gesellschaft auf Aktien war eine am 15. Februar 1842 von Hamburger Kaufleuten gegründete Gesellschaft, die sich zum Ziel gesetzt hatte, eine deutsche Kolonie auf den Chathaminseln, gut 650 km südöstlich von Neuseelands Nordinsel gelegen, zu gründen.

## Geschichte
Am 12. September 1841 war in Hamburg zwischen John Ward für die New Zealand Company als Verkäufer und Karl Sieveking als Käufer für die zu noch gründende Deutsche Colonisations-Gesellschaft eine Übereinkunft über den Kauf der Chathaminseln aufgesetzt und ein Memorandum unterzeichnet worden. In der Übereinkunft wurde u. a. festgehalten, dass die Kaufsumme „10.000 Pfund Sterl.“ betrage und die Souveränität der britischen Krone auf den Chathaminseln nie proklamiert worden sei. Die Ratifizierung sollte innerhalb von 6 Monaten vollzogen werden. Sieveking war in der Folgezeit bemüht, die Souveränität der Inseln prüfen zu lassen. Die Auskünfte, die er anlässlich eines Besuches im Oktober 1841 in London erhalten hatte, waren widersprüchlich. Im November ließ Sieveking eine Broschüre mit div. Berichten zu den Chathaminseln unter dem Titel „Warrekauri“ und einen Prospekt „Die deutsche Antipoden-Kolonie“ veröffentlichen. Im Dezember 1841 berichtete die Presse über das Vorhaben. Während es von Hamburger Presseorgane mit wohlwollenden Kommentaren begleitet wurde, waren andere Blätter ablehnend.
Obwohl der New Zealand Company schon Anfang Dezember 1841 mitgeteilt worden war, ihre Verhandlungen zu beenden, da die britische Krone die Souveränität nicht aufzugeben gedenke, führte Ward weitere Verhandlungen. Am 15. Februar 1842 trat ein provisorisches Komitee zusammen, um die Deutschen Colonisations-Gesellschaft zu gründen. Es bestand aus: Karl Sieveking, August Abendroth, De Chapeaurouge & Co., Joh. Ces. Godeffroy & Sohn, Eduard Johns, Ross, Vidal & Co., Schiller Gebrüder & Co., Adolph Schramm und Robert Miles Sloman.
Zusätzlich zum Aufruf, 400 Aktien à 1.000,- Mark zu zeichnen, wurde das Memorandum vom 12. September 1841 veröffentlicht. Insgesamt 90 Aktien waren von den Mitgliedern des Komitees gezeichnet worden. Nachdem die britische Krone von dem Vorhaben Kenntnis bekommen hatte, ließ sie ihren Geschäftsträger in Hamburg Sieveking mitteilen, dass John Ward nicht berechtigt gewesen sei, derartige Verhandlungen zu führen. Ein von Queen Victoria am 4. April 1842 unterzeichnetes Letters Patent bestätigte die Zugehörigkeit der Chathaminseln zur britischen Kolonie Neuseeland und damit zu britischem Territorium.
Die am 12. September 1841 in Hamburg getroffene Übereinkunft konnte somit nicht rechtswirksam unterzeichnet werden. Am 14. April 1842 erklärte das provisorische Komitee daraufhin seine Auflösung. Knapp vier Wochen später im Mai 1842 wurden große Teile Hamburgs durch ein Feuer zerstört, Kolonisationsvorhaben wurden daher nicht weiter verfolgt.